# Octobre 1962

## Événements
- Accords de coopération économique et technique entre le Mali et la Chine.

- 1er octobre : 
  - John F. Kennedy impose par la force l’admission de James Meredith, premier étudiant noir à l’université d’Ole Miss (Mississippi).
  - Le Conseil d’État estime inconstitutionnel le recours à l’article 11 (référendum) pour réviser la Constitution.

- 2 octobre : Cuba, Opération Kama.
- 3 octobre : Walter Schirra devient le 5e Américain dans l'espace lors de la mission Mercury-Atlas 8.

- 4 octobre : l’évacuation de la base navale de Bizerte par les Français est annoncée pour le 15 octobre 1963.

- 5 octobre, France : motion de censure votée par l'Assemblée Nationale contre le gouvernement Pompidou (pour exprimer le refus de la proposition de réforme du mode d'élection du président de la république). C'est la première motion de censure adoptée sous la Ve république.

- 6 octobre  : 
  - Cambodge : Norodom Kanthoul est nommé Premier ministre.
  - Démission du gouvernement Pompidou.

- 7 octobre  :
  - [1]Brésil : le président João Goulart initie un plébiscite pour un retour à un régime présidentiel.
  - Formule 1 : Grand Prix automobile des États-Unis.

- 9 octobre : 
  - L'Ouganda prend son indépendance de l'Empire britannique au sein du Commonwealth (république en 1963).
  - De Gaulle dissout l'Assemblée nationale.

- 10 octobre : début du conflit sino-indien dans l'Himalaya. Offensive indienne à la frontière du Nord-Est (NEFA), aboutissement des très nombreuses tensions et incidents frontaliers entre les deux pays.

- 11 octobre :
  - Trade Expansion Act (TEA) : Kennedy demande au Congrès des États-Unis de négocier avec la Communauté économique européenne des réductions mutuelles importantes sur le plan tarifaire.
  - Le pape Jean XXIII ouvre le concile Vatican II à Saint-Pierre de Rome. 2778 ecclésiastiques participent aux débats parfois vifs entre une majorité ouverte à la réflexion et une minorité crispée représentée par la Curie et les traditionalistes.

- 14 octobre : réélection du Parti libéral de Jean Lesage au Québec.

- 16 octobre : début de Crise des missiles de Cuba. John Fitzgerald Kennedy révèle l’existence de bases de fusées soviétiques à Cuba, susceptibles d’atteindre le territoire américain. Il ordonne la « mise en quarantaine » de Cuba afin de prévenir toute nouvelle entrée d’armes et prépare un débarquement. Il menace l’URSS d’une riposte immédiate des États-Unis si les missiles venaient à être lancés. Le Conseil de sécurité des Nations unies est saisi.

- 17 octobre : Faysal, Premier ministre saoudien, décide de rompre les relations diplomatiques avec l’Égypte, qui a multiplié les raids aériens sur le sol saoudien. Il lance un programme de réformes économiques.

- 18 octobre : de Gaulle annonce qu’il se retirera si sa proposition du 4 septembre est rejetée ou timidement acceptée.

- 19 octobre : le Conseil d'État annule l'ordonnance du Général de Gaulle qui avait institué la Cour militaire de justice 5 mois plus tôt.

- 22 octobre : discours de John Fitzgerald Kennedy, président des États-Unis, sur la crise de Cuba[2].

- 23 octobre  : le gouvernement indien décrète l’État de siège. Défaite indienne face à la Chine.

- 25 octobre, crise de Cuba : les bateaux soviétiques en route pour Cuba font demi-tour.

- 26 octobre  : 
  - Perquisition au siège du magazine allemand Der Spiegel et arrestation de ses principaux dirigeants, déclenchement de l’affaire dite du Spiegel.
  - À l’issue de négociation secrète, Khrouchtchev accepte de démanteler, sous le contrôle de l’ONU, les installations de fusées soviétiques et s’engage à cesser toutes nouvelles livraison d’arme à Cuba.

- 28 octobre
  - Fin de Crise des missiles de Cuba. Nikita Khrouchtchev annonce le démantèlement des armes offensives installées à Cuba moyennant l’engagement de Washington de ne pas chercher à envahir Cuba et de retirer ses fusées de Turquie dans les six mois.
  - France : référendum sur l'élection au suffrage universel du président de la République : 62 % de oui. Dans son allocution consacrée aux élections législatives, de Gaulle demande aux électeurs de confirmer leur vote au référendum et condamne le « régime désastreux des partis ».

.

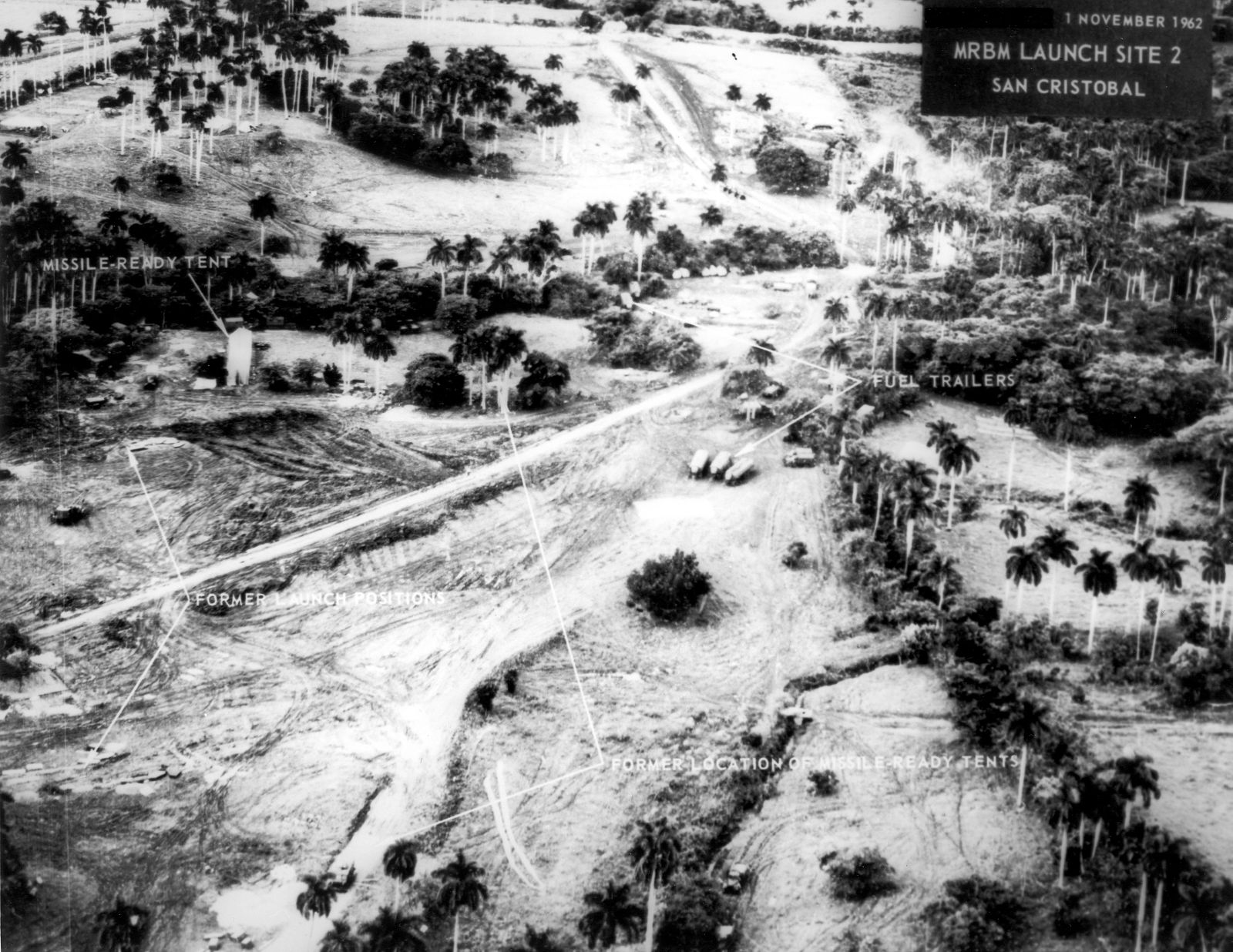
22 octobre : Crise des missiles de Cuba. Photographie aérienne des missiles nucléaires soviétiques installés à Cuba prise le

- 30 octobre : ultime échange de lettres entre Fidel Castro et Khrouchtchev.

- 31 octobre :
  - L'Assemblée générale des Nations unies réclame sans effet au Royaume-Uni la suspension de la nouvelle constitution de la Rhodésie du Sud.
  - Nouvelle Constitution en Rhodésie du Nord et gouvernement noir après la victoire électorale de l'UNIP de Kenneth Kaunda et de l'ANC de Harry Nkumbula.

## Naissances
- 3 octobre : Juan Antonio Ruiz Román dit « Espartaco », matador espagnol.
- 6 octobre : Xavier Richefort, journaliste français († 22 juillet 2022).
- 9 octobre : Feleti Teo, homme politique tuvalais.
- 10 octobre : Rex J. Walheim, astronaute américain.
- 12 octobre : 
  - Patrick Bosso, humoriste et acteur français.
  - Aminata Touré, femme politique sénégalaise.
- 13 octobre : Kelly Preston, actrice, scientologue américaine et désormais défunte épouse de John Travolta († 12 juillet 2020).
- 14 octobre : Trevor Goddard, acteur britannique († 7 juin 2003).
- 15 octobre : Clifford Hans Larose, Journaliste, Criminologue haïtien.
- 16 octobre :
  - Flea (alias Michael Peter Balzary), bassiste australien du groupe Red Hot Chili Peppers.
  - Manute Bol, basketteur soudanais. († 19 juin 2010).
  - Dan McTeague, homme politique fédéral.
- 18 octobre : Olga Chernysheva, artiste vidéaste et photographe russe.
- 29 octobre : Yahya Sinwar, homme politique palestinien († 29 août 2024).
- 30 octobre : Arnaud Montebourg, homme politique français.

## Décès
- 13 octobre : Henri Oreiller, skieur alpin, deux médailles d'or aux JO.
- 16 octobre : Gaston Bachelard, philosophe français (° 1884).
- 17 octobre : Nathalie Gontcharoff, peintre dessinatrice et décoratrice russe (° 4 juin 1881).
- 22 octobre : Alfred Filuzeau, homme d'affaires français (° 3 mai 1878).
- 23 octobre : Sukarjo Wirjopranoto, homme politique indonésien (° 5 juin 1903).
- 31 octobre : Louis Massignon, orientaliste français.